# Saint-Saturnin (Charente)
Saint-Saturnin és un municipi francès situat al departament del Charente i a la regió de la Nova Aquitània. L'any 2007 tenia 1.295 habitants.

## Demografia

### Població
El 2007 la població de fet de Saint-Saturnin era de 1.295 persones. Hi havia 478 famílies de les quals 72 eren unipersonals (24 homes vivint sols i 48 dones vivint soles), 169 parelles sense fills, 213 parelles amb fills i 24 famílies monoparentals amb fills.
La població ha evolucionat segons el següent gràfic:
Habitants censats

### Habitatges
El 2007 hi havia 519 habitatges, 484 eren l'habitatge principal de la família, 10 eren segones residències i 25 estaven desocupats. 512 eren cases i 3 eren apartaments. Dels 484 habitatges principals, 408 estaven ocupats pels seus propietaris, 67 estaven llogats i ocupats pels llogaters i 8 estaven cedits a títol gratuït; 4 tenien una cambra, 9 en tenien dues, 43 en tenien tres, 136 en tenien quatre i 291 en tenien cinc o més. 374 habitatges disposaven pel capbaix d'una plaça de pàrquing. A 157 habitatges hi havia un automòbil i a 299 n'hi havia dos o més.

### Piràmide de població
La piràmide de població per edats i sexe el 2009 era:
| Homes | Edats   | Dones |
| ----- | ------- | ----- |
| 0     | 95 o +  | 0     |
| 0     | 90 a 94 | 0     |
| 0     | 85 a 89 | 4     |
| 4     | 80 a 84 | 8     |
| 16    | 75 a 79 | 20    |
| 24    | 70 a 74 | 24    |
| 16    | 65 a 69 | 8     |
| 36    | 60 a 64 | 16    |
| 12    | 55 a 59 | 28    |
| 48    | 50 a 54 | 48    |
| 64    | 45 a 49 | 64    |
| 60    | 40 a 44 | 52    |
| 52    | 35 a 39 | 76    |
| 44    | 30 a 34 | 32    |
| 4     | 25 a 29 | 32    |
| 16    | 20 a 24 | 8     |
| 68    | 15 a 19 | 40    |
| 48    | 10 a 14 | 48    |
| 40    | 5 a 9   | 48    |
| 40    | 0 a 4   | 36    |

## Economia
El 2007 la població en edat de treballar era de 889 persones, 660 eren actives i 229 eren inactives. De les 660 persones actives 612 estaven ocupades (321 homes i 291 dones) i 48 estaven aturades (21 homes i 27 dones). De les 229 persones inactives 83 estaven jubilades, 76 estaven estudiant i 70 estaven classificades com a «altres inactius».

### Ingressos
El 2009 a Saint-Saturnin hi havia 496 unitats fiscals que integraven 1.332 persones, la mediana anual d'ingressos fiscals per persona era de 20.388 €.

### Activitats econòmiques
Dels 29 establiments que hi havia el 2007, 1 era d'una empresa alimentària, 1 d'una empresa de fabricació d'altres productes industrials, 12 d'empreses de construcció, 5 d'empreses de comerç i reparació d'automòbils, 4 d'empreses d'hostatgeria i restauració, 1 d'una empresa financera, 2 d'empreses de serveis, 1 d'una entitat de l'administració pública i 2 d'empreses classificades com a «altres activitats de serveis».
Dels 14 establiments de servei als particulars que hi havia el 2009, 3 eren paletes, 2 guixaires pintors, 1 fusteria, 3 lampisteries, 1 electricista, 1 empresa de construcció, 1 perruqueria i 2 restaurants.
Dels 2 establiments comercials que hi havia el 2009, 1 era una botiga de menys de 120 m² i 1 una fleca.
L'any 2000 a Saint-Saturnin hi havia 22 explotacions agrícoles que ocupaven un total de 784 hectàrees.

## Equipaments sanitaris i escolars
El 2009 hi havia una escola elemental.

## Poblacions més properes
El següent diagrama mostra les poblacions més properes.